# Fińscy posłowie do Parlamentu Europejskiego 2019–2024
Fińscy posłowie IX kadencji do Parlamentu Europejskiego zostali wybrani w wyborach przeprowadzonych 26 maja 2019, w których wyłoniono 13 deputowanych. W 2018 zaplanowano przyznanie Finlandii 1 dodatkowego mandatu (w ramach rozdzielenia części mandatów przynależnych Wielkiej Brytanii), jednak procedura jego obsadzenia została opóźniona w związku z przesunięciem daty brexitu i przeprowadzeniem wyborów również w Wielkiej Brytanii.

## Posłowie według list wyborczych
Partia Koalicji Narodowej
- Eija-Riitta Korhola, poseł do PE od 1 czerwca 2024
- Sirpa Pietikäinen
- Henna Virkkunen

Liga Zielonych
- Heidi Hautala
- Ville Niinistö
- Alviina Alametsä, poseł do PE od 1 lutego 2020 (objęcie mandatu było zawieszone do czasu brexitu)

Socjaldemokratyczna Partia Finlandii
- Eero Heinäluoma
- Miapetra Kumpula-Natri

Perussuomalaiset
- Teuvo Hakkarainen
- Pirkko Ruohonen-Lerner, poseł do PE od 12 kwietnia 2023

Partia Centrum
- Elsi Katainen
- Mauri Pekkarinen

Sojusz Lewicy
- Silvia Modig

Szwedzka Partia Ludowa
- Nils Torvalds

Byli posłowie IX kadencji do PE
- Laura Huhtasaari (Perussuomalaiset), do 11 kwietnia 2023
- Petri Sarvamaa (Partia Koalicji Narodowej), do 31 maja 2024